# 腺齿越桔
腺齿越桔（学名：Vaccinium oldhamii）为杜鹃花科越桔属下的一个种。

## 扩展阅读
- 維基物種上的相關：腺齿越桔